# Nguyễn Văn Minh (Bắc Ninh)
Nguyễn Văn Minh (sinh năm 1960) là đại biểu Quốc hội Việt Nam khóa 13, thuộc đoàn đại biểu tỉnh Bắc Kạn.

## Tiểu sử
Ngày sinh: 21/6/1960
Giới tính: Nam
Dân tộc: Kinh
Tôn giáo: Không
Quê quán: Thôn Hữu Chấp, Xã Hòa Long, TP.Bắc Ninh, Bắc Ninh
Trình độ chính trị: Cao cấp lý luận chính trị
Trình độ chuyên môn: Cử nhân quân sự
Nghề nghiệp, chức vụ: Đại tá, Chính ủy Bộ Chỉ huy quân sự tỉnh Bắc Kạn
Nơi làm việc: Bộ Chỉ huy quân sự tỉnh Bắc Kạn
Ngày vào đảng: 2/9/1980
Nơi ứng cử: Bắc Kạn
Đại biểu Quốc hội khoá: XIII
Đại biểu chuyên trách: Không
Đại biểu Hội đồng nhân dân: Không